# Callicera duncani
Callicera duncani är en tvåvingeart som beskrevs av Charles Howard Curran 1935. Callicera duncani ingår i släktet bronsblomflugor, och familjen blomflugor.
Artens utbredningsområde är Arizona. Inga underarter finns listade i Catalogue of Life.